# União Recreativa Cultural e Desportiva de Regilde
A União Recreativa Cultural e Desportiva de Regilde é um clube português localizado na freguesia de Regilde, concelho de Felgueiras, distrito do Porto. O clube foi fundado em 15 de Agosto de 1963 e o seu atual presidente é Adelino Ribeiro. Os seus jogos em casa são disputados no Estádio Dr. Machado de Matos.
A equipa de futebol sénior participa, no Campeonato Amador De Futebol Do Concelho De Felgueiras.